# Buchanan (Géorgie)
Pour les articles homonymes, voir Buchanan.
La ville américaine de Buchanan est le siège du comté de Haralson, dans l’État de Géorgie. Lors du recensement de 2000, sa population s’élevait à 941 habitants.

## Démographie
| 1880 | 1890 | 1900 | 1910 | 1920 | 1930 |
| ---- | ---- | ---- | ---- | ---- | ---- |
| 158  | 324  | 359  | 462  | 491  | 429  |

| 1940 | 1950 | 1960 | 1970 | 1980  | 1990  |
| ---- | ---- | ---- | ---- | ----- | ----- |
| 504  | 651  | 753  | 800  | 1 019 | 1 009 |

| 2000 | 2010  | - | - | - | - |
| ---- | ----- | - | - | - | - |
| 941  | 1 104 | - | - | - | - |

## Source
- (en) Cet article est partiellement ou en totalité issu de l’article de Wikipédia en anglais intitulé « Buchanan, Georgia » (voir la liste des auteurs).